# Józef Janasz
Józef Janasz (Josca Janasch) (ur. 15 czerwca 1784 w Warszawie, zm. 17 lutego 1868 w Warszawie) – polski kupiec i przedsiębiorca żydowskiego pochodzenia.
Urodził się w żydowskiej rodzinie w Warszawie, jako syn Mordka Enocha i Teresy Zelman. Trudnił się kupiectwem, był właścicielem nieruchomości w Warszawie. Prowadził również, czym zasłynął, wiele inwestycji publicznych. W uznaniu zasług otrzymał w 1844 dziedziczne poczesne obywatelstwo.
W 1847 roku nabywa dobra ziemskie Płochocin, Wolica i Radzików.
Był żonaty z Barbarą Wajcholz (1784-1855), z którą miał pięcioro dzieci: Henryka (1809-1877, kupca), Leona (ur. 1811, zm. w dzieciństwie), Dorotę (ur. 1818), Adolfa (1819-1916, kupca, ojca Aleksandra Jana Janasza) i Jakuba (1821-1893, kupca).
Jest pochowany na cmentarzu żydowskim w Warszawie przy ulicy Okopowej (kwatera 20, rząd 1)